# Ирене Кондаки
Ирене Кондаки (на малтийски: Irene Condachi, на италиански: Irene Condachi) е малтийска лекарка от гръцки произход, една от само двете жени лекарки, практикуващи на острова по време на Втората световна война. Освен това, Кондаки е сред основоположниците на училищната медицинска служба.

## Ранни години
Ирене Кондаки е родена в Малта на 7 юни 1899 година в семейство на преселници на острова от Гърция. Тя е отгледана в гръцката православна традиция, която има по-толерантно отношение към жените, работещи извън дома. През 1916 г. Ирене започва медицинските си изследвания в Малтийския университет, но напуска след една година. Десетилетие по-късно завършва медицина в Неаполитанския университет. Продължавайки обучението си, през 1928 г. завършва специалност педиатрия в университета в Павия. 

## Кариера
Връщайки се в Малта става асистент на Джоузеф Елул, професор, отговарящ за акушерството и гинекологията в Университета на Малта във Валета. През 1938 г. тя е наета като медицински служител на правителственото училище.
В началото на Втората световна война, като много мъже се присъединяват към войската, жените стават по-ангажирани в отбранителните служби на острова. Заедно с офталмолог и зъболекар Кондаки започва училищната медицинска служба. Тъй като ѝ липсва транспорт, ходи пеша, за да посети различните училища на острова и да извърши медицински прегледи на над 20 000 деца в училищата през 1941 – 1942 г. Има заслуги в елиминирането на крастата в училищата, използвайки мехлем на основата на петрол. Условията на нейната работа са опасни, тъй като през 1941 г. правителствените училища биват преобразувани в болници и бежански центрове. Докато Ирене наблюдава болницата в правителственото училище в Корми, съоръжението е бомбардирано и тя, нейният персонал, бежанци и студенти едва се спасяват като бягат в подземен приют под училището за момичета. Една от само двете жени лекарки, за които е известно, че практикуват в Малта по време на войната, Кондаки продължава да работи като медицински служител на Министерството на образованието до 1959 г. Тя е най-високо платената жена в държавната служба в по това време.

## Смърт и наследство
Кондаки почива през 1970 г. и е запомнена с дългата си кариера в предоставянето на медицински услуги на Малта. През 2014 г. Саймън Кузенс завършва магистърската си степен, първата академична работа по темата за историята на малтийските жени през Втората световна война. По време на своето изследване той открива историята на Кондаки. 